# Gerhard den Blinde
Gerhard 2. den Blinde (født i 1253 eller 1254, død d. 28. oktober 1312 i Plön) var greve af Holsten i Wagrien og Plön i 1290-1312.
Gerhard 2. var søn af greve Gerhard 1. af Holsten (død 1290) og Elisabet af Mecklenburg (død 1280), datter af fyrst Johan 1. af Mecklenburg.
I 1290 skete en deling af Holsten, hvorved Gerhard erhvervede sig Vagrien med hovedstaden Plön. Han var en klog og dygtig herre, som snart blev den mægtigste fyrste i Holsten og førte talrige krige dels mod sine slægtninge, de andre holstenske grever, og adelen, dels mod ditmarskerne og lübeckerne, på hvem hans nyanlagte borg Travemünde var en torn i øjet.
Ved sine giftermål var Gerhard nøje knyttet til Norden, idet han først var gift med en svensk prinsesse og efter hendes død med Erik Klippings enke Agnes af Brandenburg (1293), med hvem han havde sønnen Johan den Milde. Ved dette ægteskab kom han hyppig til at gribe ind i Danmarks forhold under Erik Menveds mindreårighed og ungdom, og mangfoldige er de regeringshandlinger, hvortil han både da og senere medvirkede, således spillede han blandt andet en fremtrædende rolle på Erik’s store tog til Sverige i 1306—1307 og anvendtes meget ofte som fredsmægler i stridighederne mellem de nordiske riger, således i Helsingborg i 1310.
Han blev begravet i Hamborgs katedral.